# Quartier Sanvic
Le quartier Sanvic est un quartier du Havre (Seine-Maritime, région Normandie, France). Commune indépendante jusqu'en 1955, année où elle a été rattachée au Havre, Sanvic est situé sur la ville-haute du Havre.

## Toponymie
Attesté sous la forme Sanwic en 1035.
Le second élément -vic se rencontre souvent dans le nord Cotentin par exemple dans Plainvic, le Vicq, etc.
Il est considéré par certains spécialistes comme issu du vieux norrois vík « anse, baie », acclimaté en Normandie avec le sens d'« anse d'entrée », d'où le dérivé dialectal viquet « petite porte », devenu en français « guichet ». En revanche, François de Beaurepaire privilégie une explication par le vieil anglais wiċ « village, ferme » (anglais -wich cf. Norwich, mais anglais dialectal wick). Ernest Nègre considère qu'il s'agit du latin vicus, hypothèse qui se heurte au fait que ce mot n'est pas identifié formellement dans la toponymie normande, sauf dans Neuvy-au-Houlme à l'extrême sud, et qu'il aurait dû  aboutir à -vy au nord de la France.
Il suppose que le premier élément San- représente l'évolution phonétique du nom de personne germanique Samo. En revanche, il analyse paradoxalement Vasouy (Wasewic s. d., Washuic 1035), situé de l'autre côté de l'estuaire, comme étant issu du norrois vík. François de Beaurepaire quant-à-lui, hésite à voir dans le premier élément le vieil anglais sand « sable », anglais sand. Sanvic serait peut-être un équivalent du lieu anglais Sandwich. Jean Renaud et René Lepelley considèrent, indirectement pour le second, qu'il s'agit du vieux norrois sand « sable » comme les Sandwick, Sandvik et Sandvig du Danelaw et de Scandinavie.
Cette dernière hypothèse bénéficie des nombreuses occurrences du vieux norrois vík en Normandie : Vasouy (déjà cité), Plainvic (déjà cité), Cap Lévi, Brévy, etc. et du dérivé dialectal en -et : viquet « petite porte », devenu en français « guichet »,. Sanvic n'est certes pas situé directement auprès d'une « anse sableuse »  qui a pu exister, et le centre du village a dû se trouver déplacé dans des circonstances inconnues, comme c'est souvent le cas. La partie basse de Sanvic (aujourd'hui quartier Saint-Vincent) rattachée au Havre au milieu du XIXe siècle touchait donc la mer.

## Démographie
En 2010, Sanvic compte 17 410 habitants.

## Personnalités liées au quartier
- Jean Bouise (1929-1989), Acteur
- Jean Benoît Désiré Cochet (1812-1875), archéologue
- Ernest Deproge (1850-1921), avocat et député de la Martinique
- Marcel Henri Alphonse Fontaine (1900-1942), commandant de marine, Mort pour la France
- Julien Guillemard (1883-1960), poète, journaliste, romancier, fondateur de la revue littéraire La Mouette
- Lucien Herouard (1921-2004), Footballeur professionnel
- Maurice Lesieutre (1879-1975), poète et auteur de chansons
- Louis Néel (1904-2000), physicien, y passa une courte partie de sa jeunesse (vers 1910-1913).
- Louis Siefridt (1893-1983), député-maire de Sanvic (1946-1955)